# Cava d'Aliga
Cava d'Aliga is een plaats (frazione) in de Italiaanse gemeente Scicli.